# Jiří Dienstbier
Jiří Dienstbier (ur. 20 kwietnia 1937 w Kladnie, zm. 8 stycznia 2011 w Pradze) – czechosłowacki dziennikarz, polityk, pierwszy niekomunistyczny minister spraw zagranicznych Czechosłowacji w latach 1989–1992.

## Życiorys
Urodził się w Kladnie, w 1958 roku wstąpił do Komunistycznej Partii Czechosłowacji. Był korespondentem redakcji zagranicznej radia czechosłowackiego. W latach 1960–1962 odbył służbę wojskową w radiowym batalionie obrony przeciwlotniczej w Pilźnie. Podczas kryzysu kubańskiego wywalczył sobie prawo do wykorzystywania w relacjach informacji agencji zachodnich. W latach sześćdziesiątych należał do środowiska działającego na rzecz przemian demokratycznych. W 1968 roku brał udział w antyradzieckich audycjach radia czechosłowackiego. Jesienią wyjechał do USA. W listopadzie 1969 roku został zmuszony do powrotu do kraju. Po powrocie do kraju wraz z Karlem Kynclem i innymi został zwolniony z radia oraz wykluczony z Czechosłowackiego Związku Dziennikarzy i KPC. Został pozbawiony paszportu i możliwości działalności publicystycznej. W Stanach Zjednoczonych urodził się mu syn Jiří.
W latach 1970–1979 pracował jako dokumentalista w Stowarzyszeniu Pracowni Projektowych (późniejszy Instytut Projektowy Rozbudowy Miasta Stołecznego Pragi). W 1976 roku został jednym z sygnatariuszy Karty 77. W 1978 roku założył czasopismo „Čtverec” (Kwadrat). Był jednym z 17 członków założycieli organizacji VONS. W lutym 1979 roku został rzecznikiem Karty 77. W dniu 29 maja został zatrzymany razem z innymi 9 członkami organizacji VONS pod zarzutem działalności antypaństwowej. Wyrok odbywał w więzieniu w Ostrawie-Heřmanicach, pracując przy cięciu stali, oraz w więzieniu Bory w Pilźnie, gdzie pracował w introligatorni. W maju 1982 roku otrzymał propozycję wyjazdu za granicę, z której nie skorzystał. Po opuszczeniu więzienia bezskutecznie poszukiwał pracy. Znalazł zatrudnienie na stanowisku magazyniera w Řempo. W lutym 1983 roku pracował jako stróż nocny w przedsiębiorstwie Montované stavby. W 1984 roku przeniósł się do kotłowni gazowej Metrostavu na Wyspie Rohańskiej w Pradze, gdzie pracował do 1989 roku.
W styczniu 1985 roku został ponownie rzecznikiem Karty 77. Jego współrzeczniczkami były Eva Kantůrkova i Petruška Šustrová. Opublikował także artykuły w prasie zachodniej oraz wydawał czasopismo „Komentáře” poświęcone polityce zagranicznej. W styczniu 1988 roku został członkiem, a następnie przewodniczącym rady redakcyjnej samizdatowej gazety „Lidové noviny”. Był również członkiem Koła Przyjaciół Solidarności Polsko-Czechosłowackiej oraz Ruchu Swobód Obywatelskich (HOS).

## Po upadku komunizmu
Został działaczem Forum Obywatelskiego. Dnia 10 grudnia 1989 objął stanowisko ministra spraw zagranicznych w rządzie porozumienia narodowego. W czerwcu 1990 roku w pierwszych wolnych wyborach został wybrany do Izby Ludowej Zgromadzenia Federalnego Czeskiej i Słowackiej Republiki Federalnej z ramienia OF. W lutym 1991 roku został przewodniczącym Ruchu Obywatelskiego. Od 1992 roku pełni funkcję członka Komisji do spraw Zarządzania Globalnego. Od 1 stycznia do 2 lipca 1992 pełnił funkcję przewodniczącego OBWE. W latach 1994–1997 był członkiem Rady Miejskiej Pragi.
W 1995 roku został reprezentantem prezydenta Václava Havla w tzw. Grupie Carlssona. W latach 1997–1999 wykładał na Claremont Graduate University w Kalifornii oraz uniwersytecie Chapel Hill w Karolinie Północnej. W 1998 roku został mianowany specjalnym sprawozdawcą Komisji Praw Człowieka ONZ w byłej Jugosławii. W listopadzie 2000 roku kandydował bez powodzenia w wyborach uzupełniających do senatu z listy Czeskiej Partii Socjaldemokratycznej (ČSSD), w 2008 został wybrany z tej samej listy jako bezpartyjny do senatu z okręgu Kladno. W 2002 został odznaczony Medalem Za zasługi I stopnia.
W 2007 r. był wymieniany jako możliwy kontrkandydat Václava Klausa w wyborach prezydenckich. Skupił się wtedy na krytyce osobowości Klausa, który nie waha się sam oceniać i krytykować wszystko, niezależnie od racji stanu. Nawiązywał też do problemu globalnego ocieplenia, co do którego prezydent Klaus wypowiada często opinię sprzeczną z powszechnie uznaną.

## Książki
- Noc začala ve tři ráno 1967
- Snění o Evropě (Marzenia o Europie) 1986
- Rozhlas proti tankům (Radio przeciwko czołgom) 1988
- Daň z krve 2002

## Sztuki
- Vánoční dárek (Prezent gwiazdkowy) (1978)
- Petlice
- Kontest
- Hosté (Goście),